# Mon (India)
Mon è una suddivisione dell'India, classificata come town committee, di 16.119 abitanti, capoluogo del distretto di Mon, nello stato federato del Nagaland. In base al numero di abitanti la città rientra nella classe IV (da 10.000 a 19.999 persone).

## Geografia fisica
La città è situata a 26° 45' 0 N e 95° 5' 60 E e ha un'altitudine di 654 m s.l.m..

## Società

### Evoluzione demografica
Al censimento del 2001 la popolazione di Mon assommava a 16.119 persone, delle quali 8.770 maschi e 7.349 femmine. I bambini di età inferiore o uguale ai sei anni assommavano a 2.686, dei quali 1.450 maschi e 1.236 femmine. Infine, coloro che erano in grado di saper almeno leggere e scrivere erano 11.373, dei quali 6.539 maschi e 4.834 femmine.